# UFC Fight Night: Font vs. Garbrandt
UFC Fight Night: Font vs. Garbrandt (conosciuto anche come UFC Fight Night 188, oppure UFC on ESPN+ 46, o anche UFC Vegas 27) è stato un evento di arti marziali miste tenuto dalla Ultimate Fighting Championship il 22 maggio 2021 all'UFC APEX di Las Vegas, negli Stati Uniti.

## Risultati
|                  | Divisione               |                        |                 |                       | Metodo                                      | Round           | Tempo           | Premio          |
| Card Principale  | Card Principale         | Card Principale        | Card Principale | Card Principale       | Card Principale                             | Card Principale | Card Principale | Card Principale |
| ---------------- | ----------------------- | ---------------------- | --------------- | --------------------- | ------------------------------------------- | --------------- | --------------- | --------------- |
|                  | Pesi gallo              | Rob Font               | batte           | Cody Garbrandt        | Decisione unanime (48–47, 50–45, 50–45)     | 5               | 5:00            |                 |
|                  | Pesi paglia femminili   | Carla Esparza          | batte           | Yan Xiaonan           | KO tecnico (pugni)                          | 2               | 2:58            | POTN            |
|                  | Pesi massimi            | Jared Vanderaa         | batte           | Justin Tafa           | Decisione unanime (30–27, 30–27, 29–28)     | 3               | 5:00            | FOTN            |
|                  | Pesi piuma femminili    | Norma Dumont           | batte           | Felicia Spencer       | Decisione non unanime (30–27, 28–29, 29–28) | 3               | 5:00            |                 |
|                  | Pesi piuma              | Ricardo Ramos          | batte           | Bill Algeo            | Decisione unanime (30–27, 30–27, 29–28)     | 3               | 5:00            |                 |
|                  | Pesi medi               | Jack Hermansson        | batte           | Edmen Shahbazyan      | Decisione unanime (29–27, 29–27, 29–27)     | 3               | 5:00            |                 |
| Card Preliminare |                         |                        |                 |                       |                                             |                 |                 |                 |
|                  | Pesi massimi            | Ben Rothwell           | batte           | Chris Barnett         | Sottomissione (guillotine choke)            | 2               | 2:07            |                 |
|                  | Pesi welter             | Court McGee            | batte           | Cláudio Silva         | Decisione unanime (30–26, 30–26, 29–27)     | 3               | 5:00            |                 |
|                  | Pesi mosca              | Bruno Gustavo da Silva | batte           | Victor Rodriguez      | KO (pugni)                                  | 1               | 1:00            | POTN            |
|                  | Pesi piuma              | Joshua Culibao         | batte           | Shayilan Nuerdanbieke | Decisione unanime (29–28, 29–28, 29–28)     | 3               | 5:00            |                 |
|                  | Catchweight (128.5 lbs) | David Dvořák           | batte           | Juancamilo Ronderos   | Sottomissione (rear-naked choke)            | 1               | 2:18            |                 |
|                  | Pesi piuma              | Damir Ismagulov        | batte           | Rafael Alves          | Decisione unanime (29–28, 29–28, 29–28)     | 3               | 5:00            |                 |

## Premi
I lottatori premiati ricevettero un bonus di 50.000 dollari.
Legenda:
- FOTN: Fight of the Night (vengono premiati entrambi gli atleti per il miglior incontro dell'evento)
- POTN: Performance of the Night (viene premiato il vincitore per la migliore performance dell'evento)